# هرمان کونتیف
هِرمان کونتُیِف (به بلاروسی: Герман Кантоеў؛ زادهٔ ۲۷ نوامبر ۱۹۷۱) کشتی‌گیر پیشین روسیه‌ای است که در دستهٔ خروس‌وزن کشتی آزاد برای بلاروس فعالیت می‌کرد. او مدال طلای مسابقات قهرمانی کشتی جهان (۲۰۰۱) و مدال نقرهٔ مسابقات قهرمانی کشتی اروپا (۱۹۹۸) را کسب کرد و نیز به عنوان ملی‌پوش بلاروس در المپیک ۲۰۰۰ سیدنی حضور داشت که به مقام چهارم رسید.

## المپیک ۲۰۰۰ سیدنی
او در کشتی در المپیک ۲۰۰۰ سیدنی در دستهٔ ۵۴ کیلوگرم رقابت کرد که ویلفردو گارسیا کوبایی را با ضربه فنی و مائولن مامیروف قزاقستانیِ برندهٔ مدال برنز المپیک آتلانتا را ۴–۲ شکست داد اما در نیمه‌نهایی به سمی هنسون آمریکایی رقابت را واگذار کرد و از راهیابی به فینال بازماند. او در مسابقهٔ رده‌بندی نیز برابر آمیران کاردانوف از یونان با نتیجهٔ نزدیک ۵–۴ شکست خورد و ضمن عدم دست‌یابی به مدال برنز، به مقام چهارم رسید.